# Herb Piusa X
Herb papieski Piusa X – oficjalny herb Stolicy Apostolskiej w czasie pontyfikatu Piusa X (1903–1914).

## Blazonowanie
Tarcza herbowa dwudzielna, podzielona w pas: pole górne srebrne, dolne błękitne. W polu górnym złoty lew ze skrzydłami (symbol św. Marka Ewangelisty) trzymający Pismo święte. Otwarta księga ukazuje słowa: PAX TIBI MARCE EVANGELISTA MEUS  (Pokój z tobą, mój Marku Ewangelisto).  W polu dolnym czarna kotwica trójramienna na falach, nad nią złota gwiazda sześcioramienna.
Tarczę wieńczy tiara z czerwonymi infułami wykończonymi złotą frędzlą i ozdobionymi na swoich końcach złotymi krzyżami. Panoplium tworzą skrzyżowane w skos dwa klucze, złoty i srebrny, skierowane piórami ku górze, przepasane czerwonym cingulum.
Papież Pius X jako swoją dewizę wybrał słowa: Omnia instaurare in Christo (Wszystko odnowić w Chrystusie).